# Henry Bellmon

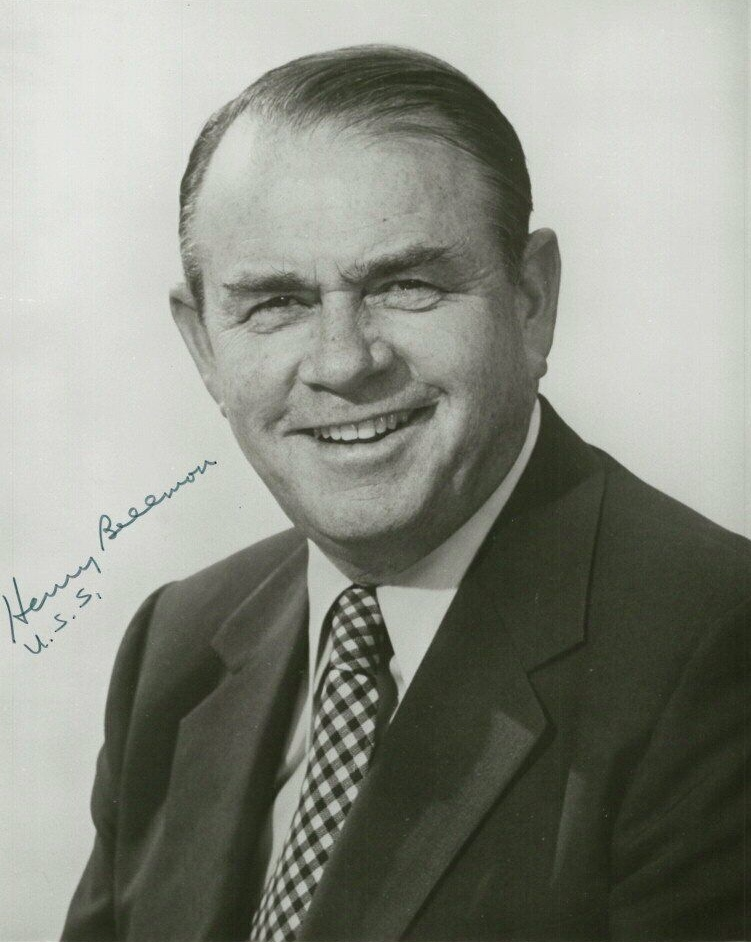
Henry Bellmon

Henry Louis Bellmon (* 3. September 1921 in Tonkawa, Kay County, Oklahoma; † 29. September 2009 in Enid, Oklahoma) war ein US-amerikanischer Politiker (Republikanische Partei). Er war von 1963 bis 1967 der 18. sowie von 1987 bis 1991 der 23. Gouverneur von Oklahoma und vertrat diesen Bundesstaat von 1969 bis 1981 im US-Senat.

## Frühe Jahre und politischer Aufstieg
Nach der Grundschule besuchte Bellmon bis 1942 die Oklahoma State University. Während des Zweiten Weltkrieges war er Oberleutnant im United States Marine Corps, dem er bis 1946 angehörte. Bellmon war im pazifischen Raum eingesetzt und wurde für seine militärischen Leistungen mehrfach ausgezeichnet. Nach dem Krieg wurde er im Noble County in Oklahoma als Farmer tätig.
Bellmon war zwischen 1946 und 1948 Abgeordneter im Repräsentantenhaus von Oklahoma. Von 1960 und 1962 war er Vorsitzender der Republikanischen Partei von Oklahoma. Im Jahr 1962 wurde er als erster Republikaner überhaupt zum Gouverneur seines Staates gewählt. Er gewann mit 55:44 Prozent der Stimmen gegen den Demokraten W. P. Atkinson.

## Erste Gouverneurszeit
Henry Bellmon trat sein neues Amt am 4. Januar 1963 an. In den folgenden Jahren war er auf einen Ausgleich mit den Demokraten bedacht, die die Mehrheit in der Legislative stellten. In dieser Zeit wurde die politische Gewichtung der Legislative auch zu Gunsten der städtischen Gebiete neu formiert. Sein Versuch der Verbesserung der Schulpolitik scheiterte teilweise an den fehlenden finanziellen Mitteln. Damals wurde eine Industriekommission geschaffen und ein Ausschuss zur Betreuung von staatlichen Parks gegründet. Gouverneur Bellmon war Mitglied mehrerer Gouverneursvereinigungen und Vorsitzender der Interstate Oil Compact Commission, einer Union der ölfördernden US-Bundesstaaten. Die Staatsverfassung wurde dahingehend geändert, dass fortan die Gouverneure zwei zusammenhängende Amtszeiten absolvieren konnten. Diese Regelung trat aber erst nach Bellmons Amtszeit in Kraft. Daher schied er nach vier Jahren im Januar 1967 aus dem Amt.

## Mitgliedschaft im US-Senat und weitere Tätigkeiten
Nach dem Ende seiner Amtszeit widmete sich Bellmon für kurze Zeit wieder seinen Privatinteressen, wozu vor allem seine Farm gehörte. Zwischen 1969 und 1981 vertrat er dann seinen Bundesstaat im US-Senat. Nach seinem Ausscheiden aus diesem Gremium war er 1983 vorübergehend Abteilungsleiter des Ministeriums für Dienstleistungen (Department of Human Services) in Oklahoma, ehe er im Jahr 1986 nochmals zum Gouverneur seines Staates gewählt wurde.

## Zweite Gouverneurszeit
Bellmon trat seine zweite Amtszeit am 12. Januar 1987 an. In den folgenden Jahren war er Vorsitzender des Energieausschusses der amerikanischen Südstaaten (Southern States Energy Board). Ansonsten verlief seine Amtszeit ohne erwähnenswerte Ereignisse. Im Jahr 1990 verzichtete er auf eine weitere Kandidatur und schied daher im Januar 1991 endgültig aus dem Amt des Gouverneurs aus.

## Weiterer Lebenslauf
Nach dem Ende seiner Gouverneurszeit widmete sich Bellmon wieder seinen landwirtschaftlichen Interessen. Außerdem hielt er Vorlesungen an verschiedenen Universitäten in Oklahoma. Zuletzt lebte er in Red Rock. Gouverneur Bellmon war mit Shirley Osborn verheiratet, mit der er drei Kinder hatte.
Henry Bellmon starb am 29. September 2009 an den Folgen seiner Parkinson-Krankheit.